# Karen Iwata
Karen Iwata (岩田華怜, Iwata Karen, née le 13 mai 1998 à Sendai, Japon) est une chanteuse et idole japonaise, ex-membre du groupe de J-pop AKB48. Elle débute en 2011 avec la Team 4.
En 2012, elle double l'une des héroïnes de la série anime AKB0048, et participe au groupe No Name, créé dans le cadre de la série.